# Ambrose Greenway, 4. Baron Greenway

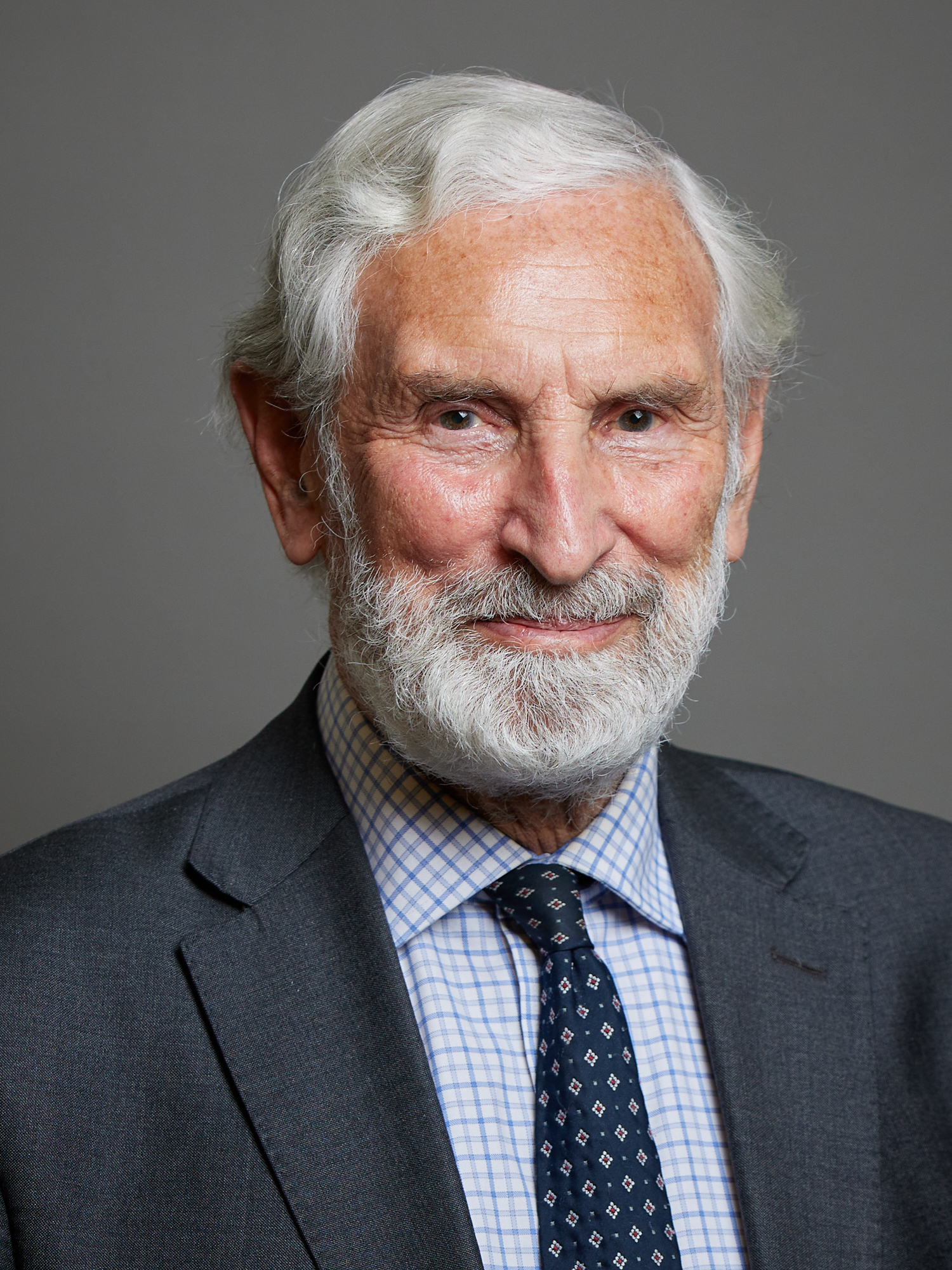
Ambrose Greenway, 4. Baron Greenway, 2021

Ambrose Charles Drexel Greenway, 4. Baron Greenway (* 21. Mai 1941), ist ein britischer Marinefotograf und Logistikberater. Mit der Verabschiedung des House of Lords Act 1999 verlor er zusammen mit allen anderen Erbpeers (Hereditary Peers) den automatischen Sitz im House of Lords. Er wurde jedoch gewählt als einer der 92 gewählten Erbpeers, die nach der Reform im House verblieben. Er sitzt als Crossbencher im House of Lords.
Der Sohn von Charles Greenway, 3. Baron Greenway, ging auf das exklusive Winchester College. 1975 erbte er den Titel von seinem Vater und 1987 wurde er Jungbruder von Trinity House. Von 1994 bis 2000 war er Vorsitzender der Marine Society und von 1995 bis 2004 Vizepräsident des Tall Ships Youth Trust. Ab 2003 war er auch Vorsitzender des World Ship Trust.
Lord Greenway ist seit 1985 verheiratet mit Rosalynne Peta Fradgley.

## Werke
- Soviet Merchant Ships (1976)
- Comecon Merchant Ships (1978)
- A Century of Cross-Channel Passenger Ferries (1981)
- A Century of North Sea Passenger Steamers (1986)
- Cargo Liners: An Illustrated History (2009)